# Йожеф Вальдапфель
Йо́жеф Вальда́пфель (угор. Waldapfel József; 28 жовтня 1904 — 16 лютого 1968) — угорський літературознавець, член Угорської АН (з 1958).
Автор праць про зв'язки угорської літератури з літературами інших народів, зокрема з російською.
Переклав «Заповіт» Тараса Шевченка, опублікував його в «Кобзарі» (угорською мовою, Будапешт, 1961). Виступав з привітанням на десятій ювілейній науковій шевченківській конференції 1961 року у Києві.